# Wanjira Mathai
Wanjira Mathai   (Kenya, desembre 1971) és una activista i ecologista kenyana. És vicepresidenta i directora regional per a Àfrica al World Resources Institute, amb seu a Nairobi (Kenya). En aquest paper, s'ocupa de qüestions globals, com ara la desforestació i l'accés a l'energia.
Va ser seleccionada com una dels 100 africans més influents per la revista New African el 2018 pel seu paper com a assessora sènior del World Resources Institute, així com per la seva campanya per plantar més de 30 milions d'arbres a través del seu treball al Moviment Cinturó Verd.

## Joventut i educació
Mathai va néixer i es va criar a Kenya. La seva mare, Wangari Maathai, va ser una activista social, ambiental i política, i la primera dona africana a guanyar el Premi Nobel de la Pau el 2004.
Mathai era estudiant a l'escola secundària per a noies de State House a Nairobi. Després d'acabar el batxillerat, es va traslladar a Geneva (Nova York), per assistir a Hobart i William Smith Colleges, on es va llicenciar en biologia i es va graduar el 1994. Va rebre un màster en Salut Pública i en Administració d'Empreses per la Universitat Emory.
Després de graduar-se, Mathai es va incorporar al Centre Carter, on va treballar en el control de malalties. Aquí va aprendre sobre malalties que van afectar les comunitats africanes, com la dracunculosi, l'oncocercosi i la filariosi limfàtica.

## Carrera professional

### Moviment Cinturó Verd
Mathai és membre del World Future Council i de la junta del Moviment Cinturó Verd, que va ser fundada per la mare de Wanjira, Wangari, el 1977. Originalment, Mathai va exercir com a directora d'Afers Internacionals del Moviment Cinturó Verd des del 2002, i més tard es va convertir en Directora executiva de l'organització.
En aquesta organització, va dirigir programes de recaptació de fons i va supervisar la mobilització de recursos, així com va facilitar la divulgació internacional. Es va adonar que les dones eren més sensibles quan el Moviment Cinturó Verd va demanar que la gent ajudés a plantar arbres. Mathai ha dit que el seu treball en la plantació d'arbres (també anomenat agroforestal), es va inspirar en el treball ambiental de la seva mare.
Després que la seva mare guanyés el Premi Nobel de la Pau el 2004, Mathai la va acompanyar en una gira mundial. Quan la seva mare va morir el 2011, Mathai va ajudar a dirigir el club en un moment de transició.

### Altres organitzacions i fundacions
Mathai és assessora sènior de Partnerships for Women Entrepreneurs in Renewables (Col·laboracions per a dones emprenedores en energies renovables), que promou les dones en el lideratge de les energies renovables en un esforç per portar les renovables a gairebé quatre milions de dones a l'Àfrica oriental. Per a Mathai, el compromís de les dones amb les energies renovables és un d'apoderament econòmic, que compleix diversos dels Objectius de Desenvolupament Sostenible. Malgrat la modernització que s'està produint a Kenya, les dones encara passen diverses hores al dia recollint llenya i la meitat de totes les morts en nens menors de cinc anys es produeixen a causa de la contaminació de l'aire domèstic. Mathai és membre del consell assessor de Clean Cooking Alliance (Aliança de la cuina neta) i també és membre del'Earth Chapter International Council (Consell Internacional del Capítol de la Terra). També forma part del consell d'administració del Centre d'Investigació Forestal Internacional (CIFOR). També és una de les poques practicants del Six Seconds EQ. Aquests professionals busquen promoure la intel·ligència emocional i donar suport als altres per crear una cultura de positivitat.

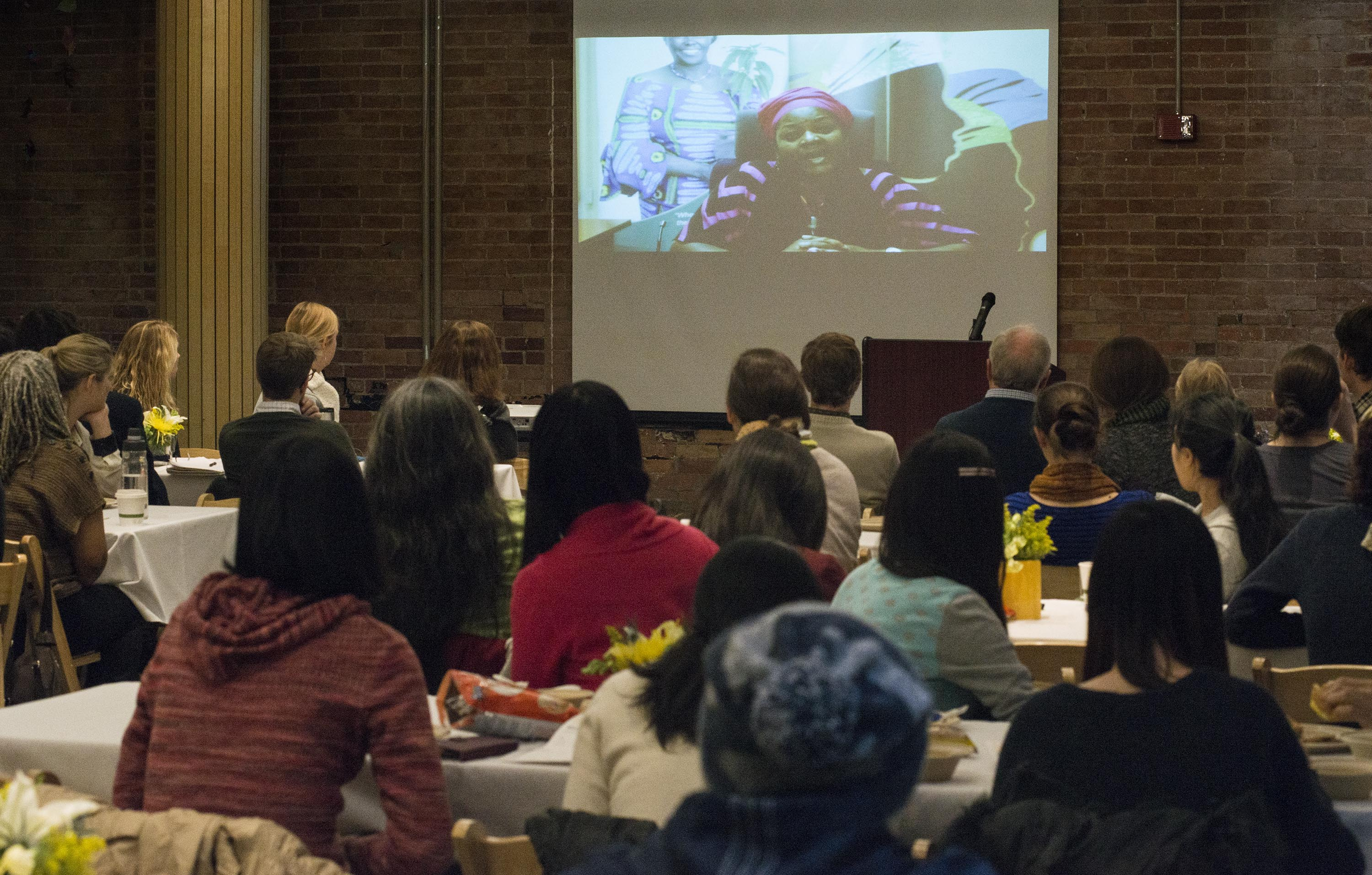
Mathai parlant com a directora de l'Institut Wangari Maathai

Des del 2016, Mathai exerceix com a presidenta de la Fundació Wangari Maathai. La fundació pretén avançar en el llegat de Wangari Maathai promovent una cultura de propòsit amb els joves que actuen com a líders. Quan se li va preguntar pel seu treball amb la fundació, la Mathai va respondre: «No visc a l'ombra de la meva mare, estic gaudint de la seva llum...». La fundació té tres prioritats: mantenir la Casa Wangari Muta Maathai, inculcar habilitats de lideratge als joves per promoure la creativitat i el coratge a una edat jove (Wanakesho) i una beca per als joves. Com a il·lustració de la seva fe en la importància d'educar els joves, va ser la directora del projecte de l'Institut Wangari Maathai per a la Pau i els Estudis Ambientals de la Universitat de Nairobi (WMI). Aquest institut se centra a promoure l'ètica positiva i el desenvolupament sostenible. Educar la joventut sempre ha estat un dels objectius de Maathai, i afirma: «Els éssers humans no neixen corruptes. En algun moment aquests comportaments són fomentats per una cultura que promou el guany individual sobre el progrés col·lectiu». Ella creu que educar els joves permetrà la construcció de la pau i la disminució de la corrupció a Kenya, a mesura que els joves creixeran per convertir-se en futurs líders. Sovint parla d'aquests temes, ja que és una ponent motivadora sobre temes de lideratge juvenil, medi ambient i canvi climàtic.
A més, Mathai és membre de la junta del Centre Mundial d'Agroforestal (ICRAF) a Kenya. El 2018, Mathai va ser seleccionada com una de les 100 africanes més influents per la revista New African, així com les dones africanes més influents per la Universitat de Lideratge Africà.
Des de desembre de 2019, Mathai ha exercit com a vicepresidenta i directora regional per a Àfrica al World Resources Institute (Institut de Recursos Mundials). En aquesta capacitat, Mathai va convèncer la ministra de Medi Ambient de Kenya, Judi Wakhungu, de comprometre's a restaurar 12,6 milions d'acres de terra desforestada a Kenya l'any 2030, basant-se en el llegat d'activisme mediambiental de la seva mare. Això forma part de la Iniciativa de Restauració del Paisatge Forestal Africà (AFR100), que supervisa Mathai, una iniciativa per restaurar més de 100 milions d'hectàrees de terra desforestada a Àfrica per al 2030.

## Premis i reconeixements
L'abril de 2023, la revista Time va nomenar Wanjira com una de les 100 persones més influents del 2023. El novembre de 2023, va ser nomenada a la llista de les 100 dones de la BBC.